# Cryptocarya maculata
Cryptocarya maculata H.W.Li – gatunek rośliny z rodziny wawrzynowatych (Lauraceae Juss.). Występuje naturalnie w południowo-wschodnich Chinach – w południowo-wschodniej części prowincji Junnan oraz południowej części regionu autonomicznego Kuangsi. 

## Morfologia
PokrójZimozielone drzewo dorastające do 10 m wysokości. Gałęzie są nagie i mają czerwonobrunatną barwę.
LiścieNaprzemianległe. Mają podłużny kształt. Mierzą 10–18 cm długości oraz 3–5 cm szerokości. Są skórzaste, mają sina barwę. Nasada liścia jest klinowa. Blaszka liściowa jest o tępym lub ostrym wierzchołku. Ogonek liściowy jest owłosiony i dorasta do 5–13 mm długości.
OwoceMają elipsoidalnie owalny kształt, osiągają 3 cm długości i 1,5 cm szerokości, mają brązowoczarniawą barwę z plamkami.

## Biologia i ekologia
Rośnie w gęstych lasach. Owoce dojrzewają w sierpniu.